# Estación de La Calahorra-Ferreira
La Calahorra-Ferreira es una estación de ferrocarril situada en el municipio español de La Calahorra, aunque da servicio al municipio de Ferreira, en la provincia de Granada. Actualmente no dispone de servicio de viajeros, aunque puede ser utilizada como apartadero para efectuar cruces entre trenes de viajeros y de mercancías.

## Situación ferroviaria
La estación se encuentra situada en el punto kilométrico 163,051 de la línea férrea de ancho ibérico Linares Baeza-Almería, a una altitud de 1104 metros sobre el mar, entre las estaciones de Guadix y de Huéneja-Dólar. Históricamente, la estación también fue el punto de inicio de un ramal que iba hasta las minas de Alquife, cuyo trazado en la actualidad está desmantelado.

## Historia
La estación fue construida por la Compañía de los Caminos de Hierro del Sur de España como parte del ferrocarril Linares-Almería, que para 1899 ya se encontraba operativo. Desde esta estación también partía un ramal que conectaba la línea general con las minas de Alquife, el cual fue construido en 1899. En 1929 las instalaciones pasaron a manos de la Compañía de los Ferrocarriles Andaluces, empresa que desde 1916 ya venía gestionando las líneas e infraestructuras de «Sur de España». En 1941, con la nacionalización de los ferrocarriles de ancho ibérico, las instalaciones pasaron a manos de la recién creada RENFE. Con el paso de los años en torno a la estación se fue formando un núcleo poblacional, dependiente del municipio de La Calahorra, que para 1950 tenía 81 habitantes.
Desde el 31 de diciembre de 2004, con la división de RENFE en Renfe Operadora y Adif, esta última es la titular de las instalaciones.

## Instalaciones

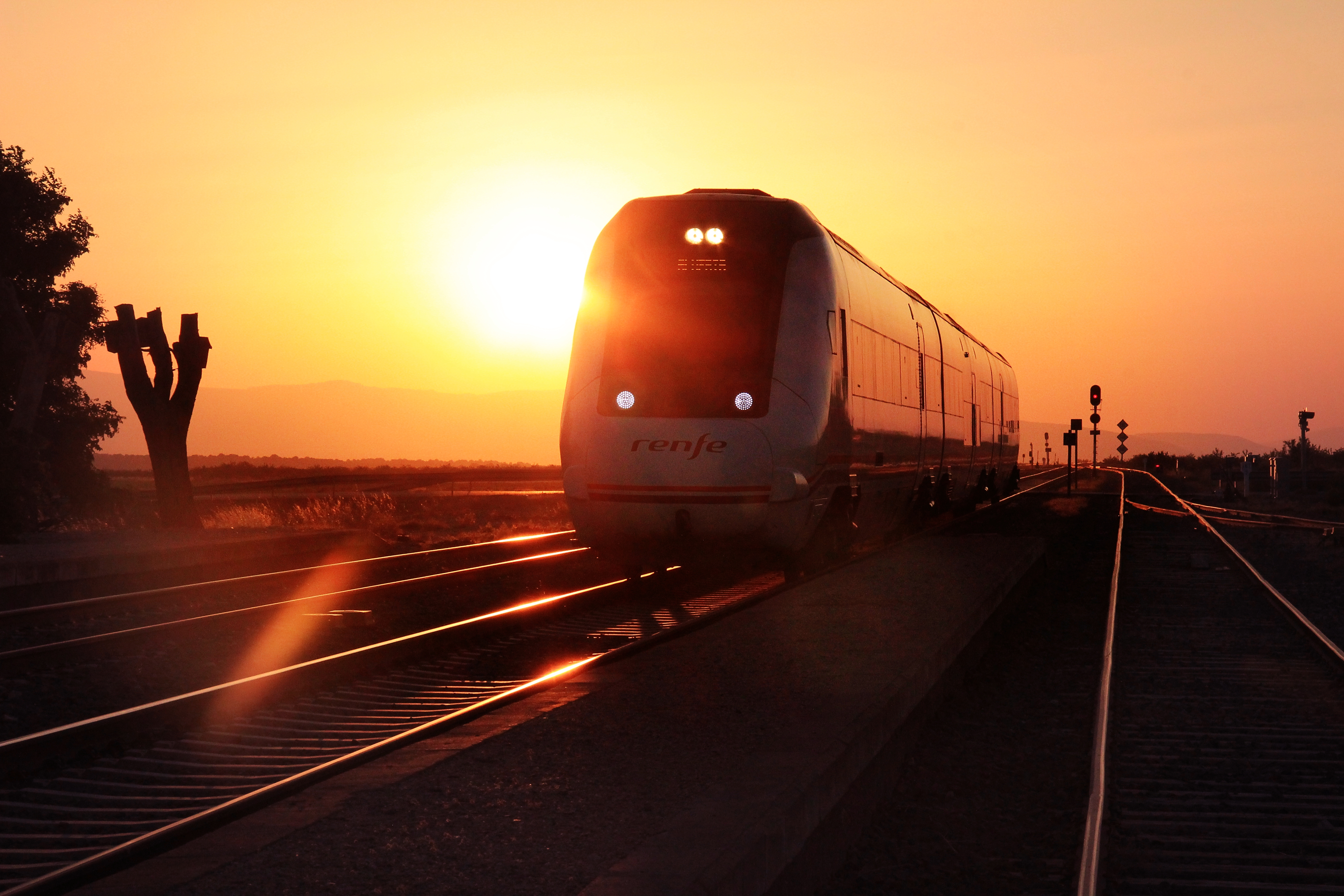
Un automotor de la serie 599 atraviesa la estación de La Calahorra en dirección a Almería.

La estación consta de un edificio de viajeros, de 4 vías y 2 andenes —uno central y uno lateral—.
En sus instalaciones han llegado a rodarse varias escenas de películas del género Western.